# Cygnus A
Cygnus A (o 3C 405) è una radiogalassia situata nell'omonima costellazione alla distanza di oltre 700 milioni di anni luce. È una delle più potenti radiosorgenti attualmente note.
Fu scoperta nel 1939 da Grote Reber, pioniere della radioastronomia. Nel 1951 fu la prima sorgente radio ad essere identificata anche otticamente e la prima radiogalassia conosciuta. Nel 1953 Roger Clifton Jennison e Mrinal Kumar Das Gupta dimostrarono che si trattava di una doppia sorgente di onde radio che corrispondono ai due getti emessi dagli opposti poli del nucleo galattico attivo presente nel centro di tutte le radiogalassie.
I due getti emessi hanno ciascuno una lunghezza molte volte maggiore dell'ampiezza della stessa galassia, che emette radiazioni anche nella banda visibile dello spettro elettromagnetico.
I due getti terminano con due lobi che ai bordi appaiono più caldi, in quanto il materiale emesso si scontra con il mezzo intergalattico.

## Galleria d'immagini

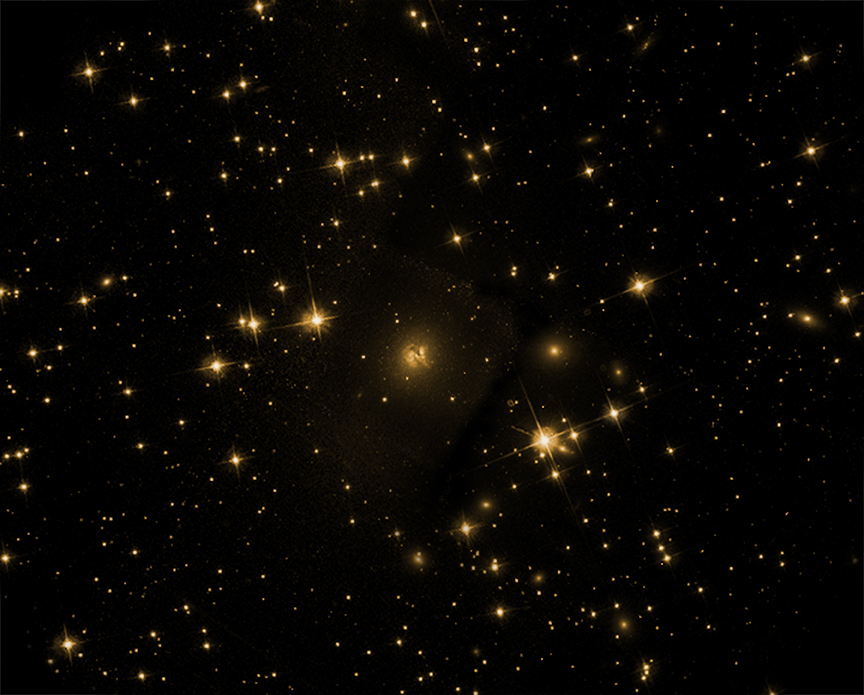
Cygnus A (Luce visibile - Hubble)
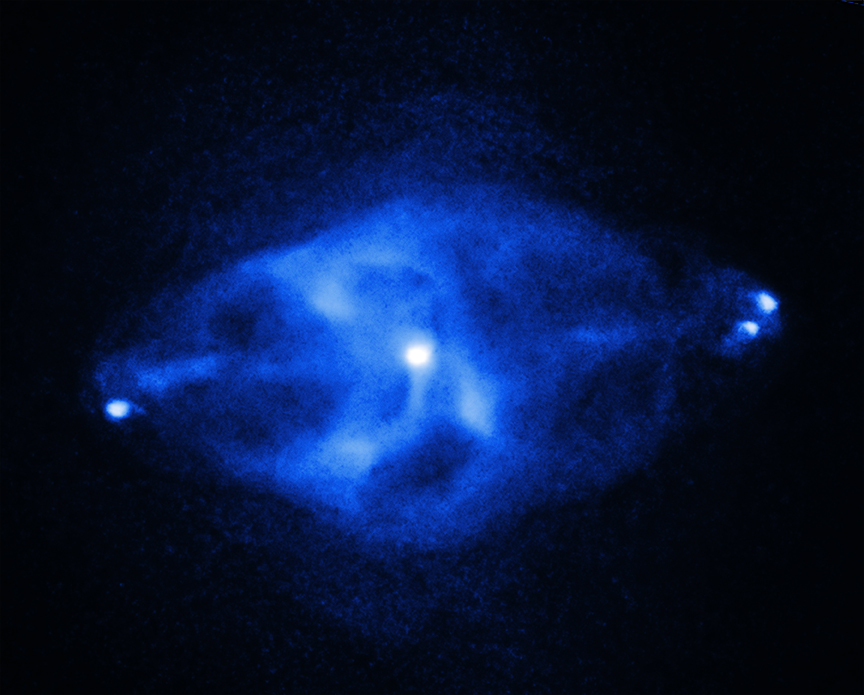
Cygnus A (Raggi X - Chandra)
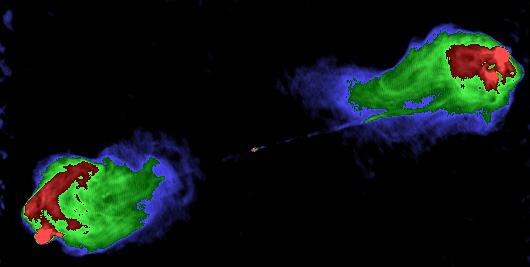
Cygnus A (Onde radio 5-GHz)